# Indianola (Mississippi)
Indianola ist eine Stadt in Mississippi in den Vereinigten Staaten und der County Seat des Sunflower County. Das U.S. Census Bureau hat bei der Volkszählung 2020 eine Einwohnerzahl von 9646 ermittelt.

## Geschichte
1891 wurde Minnie M. Cox zur Postmeisterin von Indianola ernannt und war damit die erste schwarze Postmeisterin in den Vereinigten Staaten. Ihr Rang wurde 1900 von der vierten auf die dritte Klasse angehoben, und sie wurde für eine volle vierjährige Amtszeit ernannt. Cox' Position war eine der angesehensten und lukrativsten öffentlichen Ämter in Indianola, denn sie versorgte etwa 3000 Personen und zahlte jährlich 1100 Dollar, damals eine hohe Summe. Der Unmut der Weißen über Cox' prestigeträchtige Position begann zu wachsen, und 1902 verfassten einige weiße Einwohner in Indianola eine Petition, in der sie den Rücktritt von Cox forderten. James K. Vardaman, Herausgeber von The Greenwood Commonwealth und ein weißer Rassist, begann, Reden zu halten, in denen er den Einwohnern von Indianola vorwarf, „eine Negerin als Postmeisterin zu tolerieren“.
Die rassistischen Spannungen wuchsen, und Drohungen gegen sie veranlassten Cox, ihren Rücktritt zum 1. Januar 1903 einzureichen. Der Vorfall erregte nationales Aufsehen, und Präsident Theodore Roosevelt weigerte sich, ihren Rücktritt zu akzeptieren, da er das Gefühl hatte, Cox sei Unrecht getan worden und die Autorität der Bundesregierung würde kompromittiert werden. „Roosevelt blieb entschlossen. Solange Cox' Gegner keinen anderen Grund für ihre Entlassung als ihre Hautfarbe nachweisen konnten, würde sie die Postmeisterin von Indianola bleiben.“
Roosevelt schloss das Postamt von Indianola am 2. Januar 1903 und leitete die Post nach Greenville um; Cox erhielt weiterhin ihr Gehalt. Im selben Monat debattierte der Senat der Vereinigten Staaten vier Stunden lang über das Postgeschehen in Indianola, und Cox verließ Indianola zu ihrer eigenen Sicherheit und kehrte nicht zurück. Im Februar 1904 wurde das Postamt wiedereröffnet, aber im Rang von dritter auf vierte Klasse zurückgestuft.
In Indianola wurde auch 1954 der White Citizens Council gegründet, ein maßgeblicher Gegner der Rassenintegration bzw. der Bürgerrechtsbewegung in den 1950er und 1960er Jahren.

## Demografie
Nach der Schätzung von 2019 leben in Indianola 10.904 Menschen. Die Bevölkerung teilte sich im selben Jahr auf in 18,5 % nicht-hispanische Weiße, 78,8 % Afroamerikaner, 0,2 % amerikanische Ureinwohner, 0,5 % Asiaten und 0,4 % mit zwei oder mehr Ethnizitäten. Hispanics oder Latinos machten 1,6 % der Bevölkerung aus. Das mittlere Haushaltseinkommen lag bei 36.552 US-Dollar und die Armutsquote bei 31,8 %.

## Kultur
Die Stadt spielte eine wichtige Rolle in der Geschichte des Blues. Indianola ist der Geburtsort des Bluesmusikers Albert King. Auch der Blues-Harp-Spieler Little Arthur Duncan wurde 1934 in Indianola geboren.
B.B. King wuchs als Kind in Indianola auf. Er kam jedes Jahr zu dem nach ihm benannten Blues-Festival. King bezog sich auf die Stadt mit dem Titel seines 1970er Albums Indianola Mississippi Seeds. Das B.B. King Museum and Delta Interpretive Center, eine 14 Millionen Dollar teure Einrichtung, die King und dem Blues gewidmet ist, wurde im September 2008 eröffnet.

## Söhne und Töchter
- Jazz Gillum (1904–1966), Blues- und Hokum-Musiker
- Albert King (1923–1992), Bluesmusiker
- Brew Moore (1924–1973), Jazzmusiker
- B.B. King (1925–2015), Bluesmusiker
- Mel Triplett (1930–2002), American-Football-Spieler
- Mary Alice (1936–2022), Schauspielerin
- Howard McCalebb (* 1947), Bildhauer